# Piz Linard
Il Piz Linard (3.411 m s.l.m. - in italiano Pizzo Linard) è una cima del Gruppo del Silvretta nelle Alpi Retiche occidentali. È situata in Svizzera e sovrasta il villaggio di Lavin, posto nella Bassa Engadina.

## Storia
La prima scalata ufficialmente attestata del Piz Linard venne intrapresa il 1º agosto del 1835, dal professore di storia naturale Oswald Heer, assieme alla guida Johann Madutz.
Verosimilmente già in precedenza gruppi di cacciatori avevano raggiunto la vetta, ma non è mai stato dimostrato con certezza. Una leggenda dice che nel 1572 un uomo di nome Chounard sarebbe riuscito a scalare la montagna portando con sé una croce d'oro, che avrebbe poi abbandonato sulla cima. La croce d'oro, tuttavia, non è mai stata ritrovata.

## Rifugi
Nella conca posto sotto la vetta, ad un'altezza di 2.327 metri s.l.m., si trova la Chamonna Linard, un rifugio alpino aperto per diversi mesi all'anno.